# Solodreams
Solodreams is een soloalbum van Frank Klare. Het is een soloalbum buiten zijn toenmalige muziekgroep Synco om. Het album verscheen in 1986 alleen op een C45-muziekcassette in verband met gebrek aan belangstelling van platenlabels voor elektronische muziek. In 2009 werd het album geremasterd en kon via Syngate (delivery-on-demand) nabesteld worden. Klare kocht weleens oude synthesizers van Tangerine Dream, maar de muziek op dit album wijst veel meer naar de muziek van Klaus Schulze. Het album werd opgenomen in de eigen geluidsstudio in Berlijn.

## Musici
- Frank Klare – synthesizers, elektronica

## Muziek
| Nr. | Titel                                          | Duur  |
| --- | ---------------------------------------------- | ----- |
| 1.  | Monomode (part 1) ((niet van origineel album)) | 29:15 |
| 2.  | New age                                        | 5:08  |
| 3.  | Sequence spheres                               | 2:54  |
| 4.  | Fantasia                                       | 3:45  |
| 5.  | Rhythm runner                                  | 4:38  |
| 6.  | Living dreams                                  | 4:59  |
| 7.  | Monomode (part 2)                              | 23:14 |

Monomode (1 en 2) werden ook geremixt uitgebracht via Syngate, waarbij de losse delen aan elkaar "gelast" werden, zodat een werk ontstond van 51:53. Ook de duur van deze track wees meer op een gelijkenis met Schulze, dan met Tangerine Dream.